# Сталь-11
Сталь-11 — пассажирский самолёт, разработанный А. И. Путиловым.
Схема «Сталь-11» — низкоплан с двигателем М-100А мощностью 860 л. с. Конструкция самолёта своеобразна и не повторялась в других машинах. Фюзеляж и крыло были построены по типу монокока. В конструкции самолёта А. И. Путилову и его помощникам удалось хорошо сочетать каркас из стали «Энерж» с обшивкой из бакелитовой фанеры.
Самолёт был построен к осени 1936 года. Он проходил испытания на колёсах и лыжах, в том числе и в военном варианте скоростного разведчика. Лётные данные были отличными. Максимальная скорость достигала 430 км/ч, а высота до 8000 м. При взлётном весе 2700 кг самолёт брал почти тонну нагрузки. Было совершено около 300 полётов.

## Лётно-технические характеристики
Технические характеристики
- Экипаж: 1 чел.
- Пассажировместимость: 4 чел.
- Длина: 12,5 м
- Размах крыла: 21,5 м
- Высота:
- Площадь крыла: 31 м²
- Масса пустого: 1830 кг
- Максимальная взлётная масса: 2700 кг
- Силовая установка: 1 × ПД М-100А
- Мощность двигателей: 1 × 860 л. с.

Лётные характеристики
- Максимальная скорость: 430 км/ч
- Крейсерская скорость: 370 км/ч
- Практический потолок: 8000 м